# Кубера

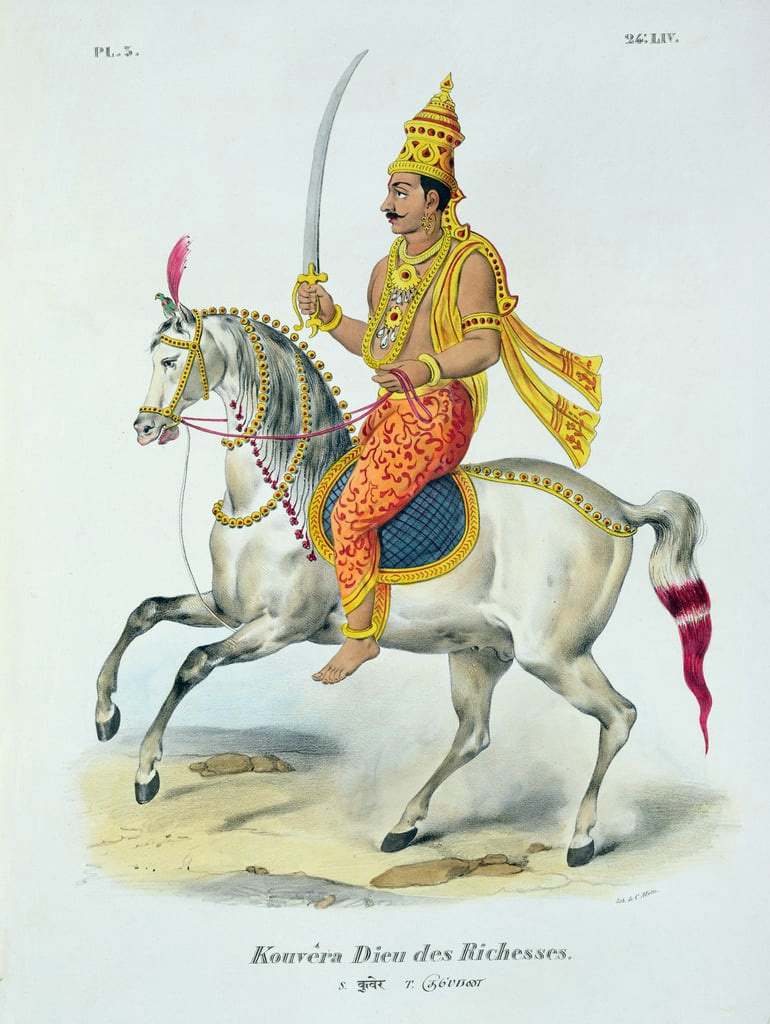
Кубера, володар північної сторони світу

Кубе́ра (санскр. कुबेर), відомий також як Кувера, — «Власник потворного тіла» — бог багатства в індуїзмі, володар якшів. Син мудреця Вайшраваса (звідси його друге ім'я — Вайшравана) і старший брат Равани. Спочатку Кубера був хтонічним божеством і асоціювався з землею і горами. Згодом у нього з'явився і зовнішній вигляд, що нагадує вигляд бога родючості.

## Історія
Епос «Рамаяна» розповідає історію про Куберу, або Вайшравану. Бог Брахма породив манасапутру (розумом породжений син). Йому дали ім'я Пуластья. Вайшравана був його сином. Вайшравана був дуже прив'язаний до свого діда Брахми. Але це викликало невдоволення батька. Брахмі дуже подобалася така прихильність онука, і він зробив Вайшравану безсмертним, призначив охоронцем скарбів і направив до Ланки (сучасний Цейлон). Розлючений Пуластья породив іншого сина і назвав його Вайшравас. Останній не любив свого брата Вайшравану так само сильно, як батько. Вайшравана шкодував, що батько ставиться до нього негативно, і для його умиротворення подарував Пуластьї трьох прекрасних ракшас (демонів-жінок). Одна з них зробила на світ Равану і Кумбхакарну, друга — Вібхішану, третя — Раагу, Кхару і Шупранакху. Усі вони заздрили долі брата Вайшравани, практикували аскетизм і одержали за це блага від Брахми. Равана напав на Вайшравану і прогнав його з Ланки.
Кубера не міг повернути собі Ланку, і зодчий богів Вішвакарман вибудував для нього палац на горі Меру. Відтоді володіння Кубери простираються на півночі, частково тому, що він заступник цієї сторони світу, і тому, що гори таять у своїх надрах безліч дорогоцінних скарбів. Бог багатства сумлінно охороняє незліченні поклади золота, срібла, перлин і дорогоцінних каменів, і особливо ретельно стежить за дев'ятьма скарбами-нідхами.
В індуїстській міфології Кубера є Богом Багатства і Скарбником Богів. У буддійській літературі він був відомий у тій же якості. Він стає володарем Якшасів і чоловіком Харіті. Він також відомий як Джамбхала.

## Іконографія
Зображається як світлошкірий карлик із трьома ногами і вісьмома зубами.
Вахана — лотосовий п'єдестал, або квіткова колісниця-пушпака з людиною-погоничем, або сидить верхи на плечах людини. Іноді на барані або на слоні.
Руки — Дві або чотири.
Об'єкти в руках — Дві руки: одна в благодайній позиції (врада-мудра), інша в позиції захисту (абхайя-мудра), або ліва рука може нести жезл (данда), або гаманець і келих. Чотири руки: однією обіймає свою дружину Вібхаву, іншою рукою — дружину Вріддхі, вони сидять на лівому і правом коліні Кубери відповідно.
Різне — великий і обвислий живіт. Тіло Кубери суцільно посипане дорогими каменями й іншими коштовностями. Праворуч і ліворуч від Кубери повинні бути два Нідхи — Шанкха праворуч і Падма ліворуч. Дві його дружини, Вібхава і Вріддхі обіймають Куберу одною рукою, в іншій несуть келих зі скарбами.
Варіації — Кубера може мати як вахану слона й у чотирьох руках нести жезл (данда), мішок зі скарбами, плід граната і судину.

## За межами індуїзму
Джамбала, буддійський Кубера, зображений схожим на Куберу[джерело?]
Кубера також визнаний за межами Індії та індуїзму. Кубера є популярною фігурою в буддистській та джайнській міфології.